# Pilgerndorf
Pilgerndorf ist ein Gemeindeteil der Stadt Hollfeld im Landkreis Bayreuth (Oberfranken, Bayern). Pilgerndorf liegt in der Gemarkung Schönfeld.

## Geografie
Pilgerndorf liegt in Hanglage auf der rechten Talseite des Baches Lochau, der zum Einzugsgebiet der Wiesent gehört und im nördlichen Teil der Fränkischen Schweiz entspringt. Die Nachbarorte sind Fernreuth im Norden, Schönfeld im Osten, Wohnsdorf im Süden und Hollfeld im Westen. Das Dorf ist vom vier Kilometer entfernten Hollfeld aus über die Bundesstraße 22 erreichbar.

## Geschichte
Bis zur kommunalen Verwaltungsreform war Pilgerndorf ein Gemeindeteil der Gemeinde Schönfeld im Landkreis Ebermannstadt. Die Gemeinde hatte 1961 insgesamt 403 Einwohner, davon 93 in Pilgerndorf, das damals 21 Wohngebäude hatte. Als die Gemeinde Schönfeld mit der bayerischen Gebietsreform am 1. Januar 1972 aufgelöst wurde, wurde Pilgerndorf ein Gemeindeteil der Stadt Hollfeld.